# Rubin Carter

Rubin Carter, 1961

Rubin „Hurricane“ Carter  (* 6. Mai 1937 in Clifton, New Jersey; † 20. April 2014 in Toronto, Ontario, Kanada) war ein US-amerikanischer Mittelgewichtsboxer, der zwischen 1961 und 1966 aktiv war. Er war ab 1966 wegen Mordes inhaftiert und wurde erst 1985 nach Wiederaufnahme des Verfahrens durch ein Bundesgericht freigesprochen.

## Leben

### Kindheit und Jugend
Carter wurde am 6. Mai 1937 als vierter von 7 Brüdern in Clifton/New Jersey geboren. Sein Vater galt als humorlos und sehr streng und soll seine Kinder auch öfter mit dem Gürtel verprügelt haben. Der junge Rubin war bekannt für Wut- und Gewaltausbrüche, auch kam er mehrmals mit dem Gesetz in Konflikt. Mit 12 Jahren landete er schließlich in der Knabenerziehungsanstalt von Jamesburg. Mit 17 Jahren floh Rubin aus der Besserungsanstalt und schloss sich der Armee an. Nach Abschluss seiner Grundausbildung wurde er nach Westdeutschland abkommandiert, wo er für die US Army in den Boxring stieg und zwei Meisterschaften im Halbweltergewicht gewann.
Wegen seines ständigen Ungehorsams stand er viermal vor dem Kriegsgericht und wurde im Mai 1956 als „für den Militärdienst untauglich“ aus der US-Armee entlassen.
Carter kehrte zurück nach Paterson/New Jersey, wo er zunächst wegen seiner Flucht aus der Erziehungsanstalt 10 Monate in Jugendarrest verbrachte. Anschließend beging er mehrere Straftaten u. a. Raubüberfälle. Dafür wurde er zu einer Gefängnisstrafe von 4 Jahren verurteilt. Während der Haftzeit beschloss Carter, sein Leben in den Griff zu bekommen. Er trainierte seine boxerischen Fähigkeiten und trat nach seiner Entlassung als Profiboxer im Mittelgewicht in den Ring.

### Boxkarriere
Carter verfügte – vor allem mit dem linken Haken – über eine große Schlagkraft und gute Nehmerfähigkeiten, es fehlte ihm aber an boxerischer Klasse, so dass er oft nach Punkten verlor. Er konnte allerdings 1962 den Kubaner Florentino Fernandez in Runde eins und 1963 als einziger Emile Griffith frühzeitig k.o. schlagen. Ein ungewöhnlicher Punktsieg gelang ihm 1964 gegen Jimmy Ellis. Diese Erfolge brachten ihm einen Titelkampf gegen Joey Giardello ein, den er aber einstimmig knapp nach Punkten verlor. Nach weiteren Niederlagen, unter anderem gegen Dick Tiger und Luis Rodríguez, fiel er in den Ranglisten zurück.
Seine Kampfbilanz: 40 Kämpfe, 27 Siege (davon 19 durch K. o.), 12 Niederlagen und 1 Unentschieden. Carter war ein sogenannter „Puncher“ – extrem schlagstark und schlagschnell.
Wegen seiner schnellen, harten Hände und seines aggressiven Boxstils erhielt er den Kampfnamen „Hurricane“.

### Die Bluttat: Paterson/New Jersey 17. Juni 1966
Zeugen berichten, dass zwei Schwarze mit einer Pistole und einem Gewehr bewaffnet die Lafayette-Bar betraten, in der nur Weiße verkehren durften. Sie schossen drei Menschen nieder und flohen in einem weißen Dodge. Bei den Opfern handelte es sich um den Barkeeper James Oliver und die Gäste Fred Nauyoks und Hazel Tanis. Ein weiterer Gast, Willie Marins, wurde so schwer am Kopf getroffen, dass er auf einem Auge erblindete. Nur wenige Minuten nach dem Massaker wurde Rubin Carter, der mit seinem Bekannten John Artis in seinem weißen Dodge in Tatortnähe unterwegs war, von der Polizei gestoppt. Im Fahrzeug wurde Munition gefunden, die zu den Tatwaffen – einer Pistole und einem Gewehr – passte. Die Authentizität dieser Beweismittel wurde im Prozess von der Verteidigung hinterfragt, da sie erst fünf Tage nach der Tat offiziell registriert wurden. Die Polizei versäumte es außerdem, am Tatort Fingerabdrücke zu nehmen und die Hände der Tatverdächtigen auf Schmauchspuren zu untersuchen. Carter und Artis beteuerten vehement ihre Unschuld und bestanden zudem ihre Lügendetektortests. Hinzu kam, dass weder Tanis, die den Anschlag zunächst überlebte und erst später im Krankenhaus verstarb, noch Marins die beiden als Täter identifizieren konnten. Deshalb ließ man sie wieder frei.
Vier Monate später erklärten Alfred Bello und Arthur Bradley, zwei stadtbekannte weiße Kriminelle, sie hätten beobachtet, wie Carter und Artis mit einer Pistole und einem Gewehr die Lafayette-Bar verlassen hätten und in einem weißen Dodge geflohen seien.
Trotz dieser recht zweifelhaften Zeugenaussagen und einer völlig unzureichenden Beweislage wurden Carter und Artis verhaftet.

### Mordprozess
Seine Boxkarriere endete 1966, als er und sein Freund John Artis in New Jersey des Mordes an drei Weißen für schuldig befunden und zu einer Gefängnisstrafe von „dreimal lebenslang“ verurteilt wurden. In der Jury war kein Afroamerikaner und die Geschworenen fällten ihr Urteil aufgrund fragwürdiger Zeugenaussagen zweier (weißer) Krimineller. Nach zahlreichen Gerichtsverfahren und einem erneuten Schuldspruch in einem zweiten Prozess 1976 folgte jedoch 1985 der Freispruch, nachdem das Bundesgericht festgestellt hatte, dass „grobe Verfahrensverstöße“ vorlagen und die Staatsanwaltschaft daraufhin die Anklage fallen ließ (John Artis wurde schon einige Jahre früher auf Bewährung entlassen). Der Fall ging damit als Justizskandal in die US-amerikanische Rechtsgeschichte ein. Zuvor hatten sich Prominente wie zum Beispiel Bob Dylan, der 1975 für ihn den Song Hurricane schrieb, oder auch Muhammad Ali für Rubin Carter eingesetzt. Der Song Hurricane erschien erstmals auf Dylans Album Desire und eröffnet das Album.
Rubin Carter lebte zuletzt in Toronto und leitete dort langjährig die Association in Defense of the Wrongfully Convicted, die sich für zu Unrecht Verurteilte einsetzt. 1993 wurde ihm als erstem Boxer außerhalb des Rings vom World Boxing Council der Weltmeisterschaftsgürtel verliehen. Im Jahr 2005 erhielt er zwei juristische Ehrendoktorwürden für seinen Einsatz für Bürgerrechte.

### Die Zeit im Gefängnis
Im Gefängnis arbeitete „Hurricane“ eifrig an der Wiederaufnahme des Verfahrens. Er schrieb seine Autobiografie „The Sixteenth Round“, die 1974 veröffentlicht wurde. Ein Exemplar ließ er Bob Dylan zukommen, der ihn daraufhin 1975 im Staatsgefängnis von Trenton besuchte und den Welthit „Hurricane“ schrieb. Allerdings stimmt der Text in einigen Punkten nicht mit der Realität überein. Der Fall erregte in den USA großes Aufsehen, und auch andere Prominente setzten sich für Carter ein. Muhammad Ali widmete ihm einen Titelkampf und organisierte gemeinsam mit Dylan im Dezember 1975 ein Konzert im New Yorker Madison Square Garden unter dem Titel „Night of the Hurricane“. Ein weiteres Konzert unter dem Namen „Night of the Hurricane II“ folgte 1976 in Houston/Texas.
Als Bello und Bradley nach sieben Jahren ihre damals getätigten Zeugenaussagen widerriefen und angaben, gelogen zu haben, kamen Carter und Artis zunächst auf Kaution frei. Doch das Revisionsverfahren scheiterte, u. a. weil Bello und Bradley ihren Widerruf zurücknahmen. So bestätigte die Jury das damals gefällte Urteil von dreimal lebenslänglich.
Carter gab daraufhin resigniert seinen Kampf auf Haftentlassung zunächst auf und schottete sich von allem und jedem ab. Doch eine kanadische Gruppe von Bürgerrechtlern und Carters Anwalt Myron Beldock kämpften unverdrossen für ihn weiter, sammelten weitere Beweise und wiesen auf Ungereimtheiten und Widersprüche hin. Diese Ungereimtheiten, aber auch das widersprüchliche Verhalten Bob Dylans und anderer prominenter Unterstützer Carters, thematisierte der amerikanische Autor Nelson Algren in dem 1981 erschienenen Roman „The Devil’s Stocking“ („Calhoun – Roman eines Verbrechens“). Mit großer journalistischer Sorgfalt zeichnet Algren die Ereignisse des 17. Juni 1966 nach und erzählt auch die Geschichte der beiden dubiosen Zeugen der Bluttat und die höchst zweifelhafte Rolle von Polizei und Staatsanwaltschaft. Es kam 1985 zu einem erneuten Wiederaufnahmeverfahren. Am 7. Dezember 1985 fällte das Bundesgericht unter Vorsitz von Richter Sarokin das Urteil, dass Carter Opfer eines unfairen Prozesses, basierend auf rassistischen Vorurteilen, geworden sei und der menschliche Anstand eine sofortige Freilassung erfordere. Nach 19 Jahren war Carter wieder ein freier Mann; eine Haftentschädigung wurde nie gezahlt.

### Nach der Haftentlassung
Carter verlegte seinen Wohnsitz nach Toronto/Kanada, von wo aus er sich für zu Unrecht Verurteilte einsetzte. Er heiratete zum zweiten Mal, doch seine Ehe mit Lisa Peters währte nicht lang.
1993 wurde ihm im Sahara Hotel/Las Vegas vom WBC als erstem Boxer außerhalb des Rings ein Ehren-Meisterschafts-Gürtel verliehen. Kurze Zeit später wurde er in New Jersey in die Hall of Fame aufgenommen.
1996 traf Carter noch einmal Bob Dylan, als dieser ein Konzert in Toronto gab. Als man Dylan auf den Fall Carter ansprach, antwortete er mysteriös, er habe viele Geschichten gehört über das, was sich damals wirklich ereignet hat – es seien gute, aber auch schlechte gewesen. Der Fall sei für ihn erledigt.
Bis 2005 arbeitete „Hurricane“ als Geschäftsführer bei der Association in Defence of the Wrongly Convicted. Danach verließ er den Verband und gründete seine eigene Gruppe „Innocence International“. Für sein unermüdliches Engagement wurde ihm 2005 von der York University in Toronto und der Griffith University in Brisbane die Ehrendoktorwürde verliehen.
2011 veröffentlichte er eine weitere Biografie: „Eye of the Hurricane“, zu der Nelson Mandela das Vorwort schrieb. Im selben Jahr wurde bei ihm Prostatakrebs diagnostiziert. Trotz seiner Krankheit setzte Carter sich weiterhin unermüdlich für Opfer der Justiz ein. Bis zu seinem Tod kämpfte er vehement für die Freilassung von David McCallum, der seit 1985 wegen Mordes einsaß und den er für unschuldig hielt.
Rubin „Hurricane“ Carter verstarb am 20. April 2014; am 15. Oktober 2014 wurde McCallum nach 29 Jahren für unschuldig erklärt und aus der Haft entlassen.
Bis heute scheiden sich die Geister, ob Carter und Artis das Blutbad begangen haben oder nicht. Fakt ist aber, dass beide wegen grober Verfahrensverstöße nicht hätten verurteilt werden dürfen und von daher zu Unrecht einsaßen.

## Verfilmung
Große Aufmerksamkeit erregte auch die 1999 gedrehte Verfilmung der Geschichte Carters (Hurricane) mit Denzel Washington in der Hauptrolle, der für seine Darstellung den Golden Globe sowie den Silbernen Bären der Internationalen Filmfestspiele in Berlin zugesprochen bekam. Bei einigen Kritikern ist die Wahrheitstreue der Verfilmung allerdings umstritten. Insbesondere die Familie des ermittelnden Polizeibeamten legt Wert auf die Feststellung, dass dieser in keiner Weise dem Filmpolizisten entsprach. Der Boxer Joey Giardello verklagte die Filmgesellschaft auf Schadenersatz, da der Sieg in einem im Film gezeigten Kampf aufgrund einer rassistischen Jury an ihn ging, er in Wirklichkeit aber regulär gewonnen hatte. Es erfolgte eine außergerichtliche Einigung.